# Andrei Babkin
Andrei Nikolaevich Babkin (em russo:  Андрей Николаевич Бабкин, Bryansk, 21 de abril de 1969) é um cosmonauta russo. 

## Biografia
De 1986 a 1987 e de 1989 a 1990, Babkin estudou no Instituto Bryansk de Engenharia de Transportes. Em 1995, Babkin se formou no Instituto de Aviação de Moscou com especialização em sistemas de suporte de vida.
Este antigo engenheiro da Energia foi selecionado como cosmonauta em 2010 durante a seleção do grupo 17 da agência Roscosmos com Sergei Kud-Sverchkov. De 2007 até à sua seleção, foi chefe de uma equipe científica da Energia.
Foi originalmente programado para voar na Soyuz MS-12, mas sua missão foi adiada por três voos.
É suplente Soyuz MS-16. Era da equipe principal, mas foi removido devido motivos médicos.

## Ligação externa
- (em inglês) Biografia no spacefacts